# Nicolas Lespagnol
Pour les articles homonymes, voir Lespagnol.
Nicolas Lespagnol, né le 6 juin 1566 à Reims (Marne) et mort le 23 janvier 1628 dans la même ville, a occupé les fonctions de lieutenant des habitants de Reims (ancienne fonction de maire) de 1626 à 1627.

## Biographie
Nicolas Lespagnol est né le 6 juin 1566 à Reims dans la Marne. Il est le fils de Jean Lespagnol (1532 - 1613), seigneur de Muire, et de Jeanne Loreignol ( ? - 1593). Il se marie le 29 août 1598 à Reims, avec Jeanne Coquebert (1573 - 1635), avec qui il aura de nombreux enfants mais qui seront l'objet de la forte Mortalité infantile de l'époque. Par sa fille Pérette Lespagnol, il sera l'arrière grand père de Jean-Baptiste de La Salle.
Le 18 juin 1627, Nicolas Lespagnol, lieutenant des habitants de Reims, posa la première pierre de l'Hôtel de ville de Reims qui fut construit par Jean Bonhomme, architecte de la ville Reims; bâtiment qui sera inauguré par son frère Claude,.
Il a habité dans l’Hôtel de Bézannes situé aujourd'hui cours Langlet à Reims.
Nicolas Lespagnol décède à Reims le 23 janvier 1628. Il a été enterré dans l’Église Saint-Michel de Reims.

## Famille Lespagnol
Outre Nicolas Lespagnol, la famille Lespagnol a donné à Reims plusieurs autres lieutenants de Reims :
- De 1585-1586 et 1604 : Jean Lespagnol (Père de Nicolas et Claude Lespagnol)[5],
- De 1633 à 1637 : Claude Lespagnol (1581-1646), (frère de Nicolas Lespagnol).

## Lieutenant des habitants de Reims
La fonction de lieutenant des habitants de Reims est proche de notre fonction actuelle de maire. Son mode de désignation a beaucoup évolué au cours des siècles. En 1633, un règlement approuvé par le roi n'autorise plus que les bourgeois payant la taxe des pauvres à élire le lieutenant des habitants alors qu'auparavant l'ensemble des habitants participaient par représentation à cette élection. En 1692, un édit royal définit une charge pour être maire ou lieutenant des habitants de ville, dont Reims, alors qu'il était à cette date élu. La charge sera rachetée par la ville.

Cette fonction de Lieutenant des habitants est différente de celle de capitaine qui était, au Moyen Âge en France, le responsable de la défense d'un château, d'une ville ou d'un bourg. Il n’intervenait pas dans la gouvernance de la ville.

## Galerie
Le récit de l'historique de la construction de l'hôtel de ville est gravé sur une plaque de marbre situé sur le palier de l'escalier donnant accès au 1er étage.

Extrait du texte : « ….La première pierre a été posée le 16 juin 1627 par Nicolas Lespagnol Lieutenant des habitants et l’inauguration faite en 1636 par Claude Lespagnol  …. »

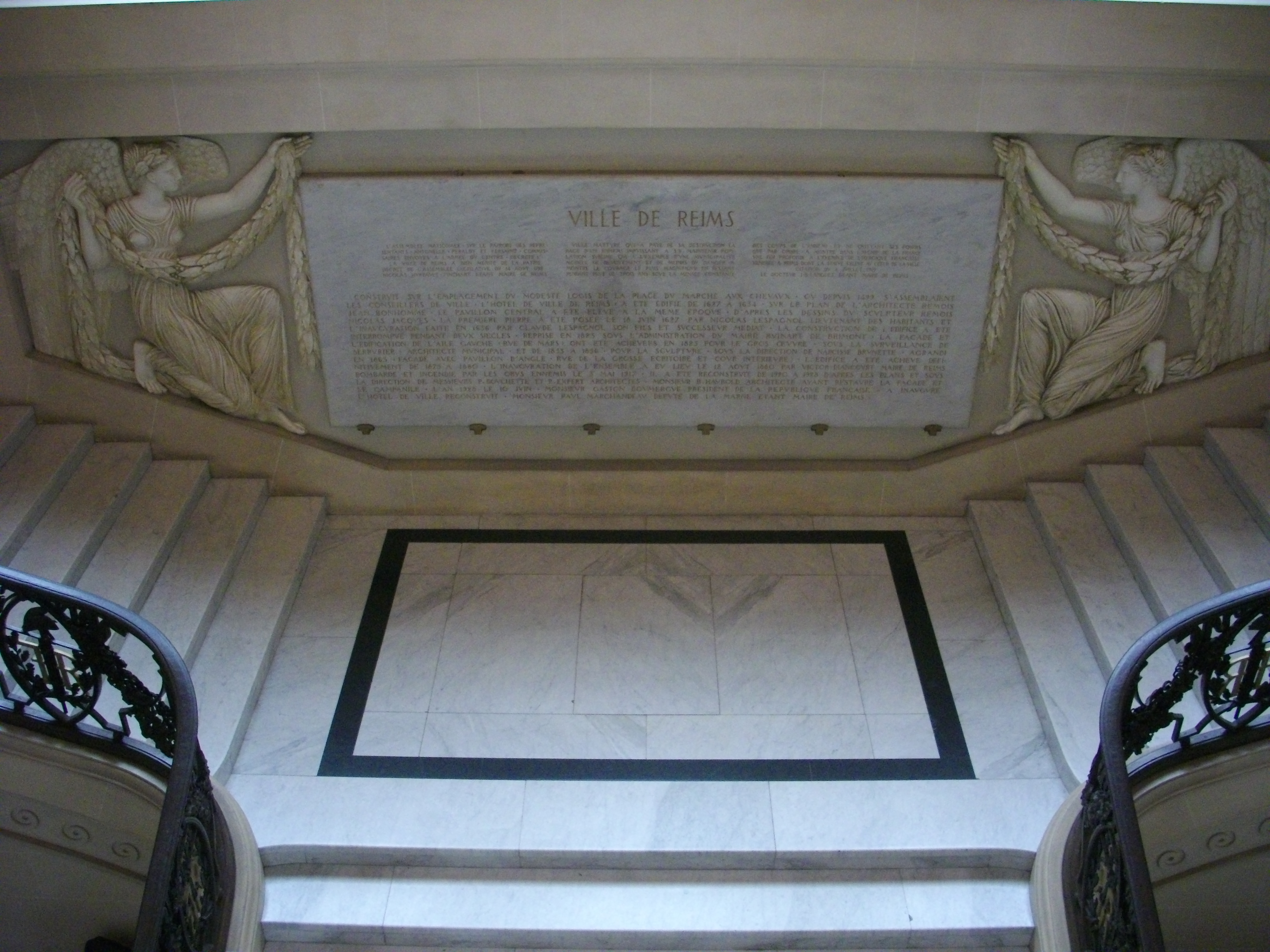
Plaque citant Nicolas Lespagnol.